# Baldaquí de Tavèrnoles
El Baldaquí de Tavèrnoles és una taula pintada romànica del monestir benedictí de Sant Serni de Tavèrnoles que està exposada al MNAC. Va ser elaborada pel Taller de la Seu d'Urgell a mitjans del segle xiii. Mostra una imatge de Crist en Majestat en una màndorla sostinguda per quatre figures angèliques que evoquen el tema de l'Ascensió.

## Descripció
És un tremp amb relleus d'estuc i restes de full metàl·lic colrat sobre fusta endrapada. La taula pintada està decorada amb una imatge de Crist en Majestat, dins d’una màndorla que aguanten quatre figures angèliques que es poden relacionar amb el tema de l’Ascensió.

## Història
El baldaquí es va descobrir a principis del segle xx, amagat per un retaule gòtic. Es va trobaren posició inclinada, tot i que sembla que en origen es disposaven horitzontalment, a manera de sostre per a l’altar. Francesc Guasch en arrencar-lo va tenir contratemps, ja que els veïns del poble d'Anserall el van escridassar adduint que el bisbe no tenia dret a vendre aquells objectes.